# ベラ・ズボナレワ
ベラ・ズボナレワ （Vera Zvonareva, ロシア語:  Вера Игоревна Звонарёва, 1984年9月7日 - ）は、ロシア・モスクワ出身の女子プロテニス選手。4大大会で女子ダブルス2勝、混合ダブルス2勝を挙げた選手で、シングルスでも2010年のウィンブルドンと全米オープンで準優勝している。自己最高ランキングはシングルス2位、ダブルス9位。これまでにWTAツアーでシングルス12勝、ダブルス8勝を挙げている。右利き、バックハンド・ストロークは両手打ち。身長172cm、体重59kg。ベースライン・プレーヤー。

## 来歴
1980年モスクワオリンピックホッケー銅メダリストの母ナタリアの手ほどきで6歳からテニスを始め、2000年にプロ入り。2002年の全仏オープンで4大大会に初出場した時、予選3試合を勝ち上がって本戦出場権を獲得し、いきなりセリーナ・ウィリアムズとの4回戦まで進出した。この試合でズボナレワはセリーナから第1セットを 6-4 で奪ったが、続く2セットを 0-6, 1-6 で落としている。翌2003年の全仏オープンで、ズボナレワは4回戦でセリーナの姉ビーナス・ウィリアムズに 2-6, 6-2, 6-4 の逆転勝利を収めた。2002年全仏オープンから2003年全豪オープンまで、4大大会の4大会連続でビーナスとセリーナによる「ウィリアムズ姉妹対決の決勝」が続いていたため、ビーナスを4回戦で止めたズボナレワの活躍は大きな話題を呼んだ。ズボナレワは次の準々決勝で同じロシアのナディア・ペトロワに 1-6, 6-4, 3-6 で敗れる。
2004年8月、ズボナレワはシングルスの世界ランキングを9位に上げた。この後全米オープンの混合ダブルス部門で、ボブ・ブライアンとペアを組んで優勝する。ズボナレワとB・ブライアンは、決勝でオーストラリアペアのトッド・ウッドブリッジ&アリシア・モリク組を 6-3, 6-4 で破った。しかし、2005年度のズボナレワは不振に悩み、年間最終ランキングを42位に落としてしまう。
2006年の全豪オープン1回戦で、現役復帰を発表したマルチナ・ヒンギスと対戦し、ズボナレワは25歳になったヒンギスに 1-6, 2-6 で完敗した。2006年ウィンブルドンの混合ダブルスで、ズボナレワはイスラエルのアンディ・ラムとペアを組み、ボブ・ブライアン&ビーナス・ウィリアムズ組を 6-3, 6-2 で破って優勝した。これは彼女にとって2つ目の4大大会混合ダブルス優勝である。シングルスでは2006年の後半に入った頃から復調を見せ、6月第2週のイギリス・バーミンガム大会と7月第3週のアメリカ・シンシナティ大会で優勝した。全米オープンはシングルス3回戦でエレーナ・デメンチェワに敗れたが、女子ダブルス部門でフランスのナタリー・ドシーとペアを組み、決勝でディナラ・サフィナ&カタリナ・スレボトニク組を 7-6, 7-5 で破って初優勝を飾った。
2008年の北京五輪で、ベラ・ズボナレワは女子シングルスの銅メダルを獲得した。準決勝で同じロシアのエレーナ・デメンチェワに 3-6, 6-7 で敗れた彼女は、準決勝敗退選手2名による「銅メダル決定戦」で地元中国の李娜を 6-0, 7-5 で破った。この北京五輪テニス競技の女子シングルスでは、デメンチェワが金メダル、ディナラ・サフィナが銀メダル、ズボナレワが銅メダルを獲得したため、3つのメダルをすべてロシア勢が独占した。11月の女子ツアー年間最終戦「WTAツアー選手権」にも、4年ぶり2度目の出場権を獲得し、決勝でビーナス・ウィリアムズに 7-6, 0-6, 2-6 で敗れて準優勝者になる。これにより、彼女のシングルス自己最高ランキングは7位に上がり、4年前に記録した9位を上回った。
2009年の全豪オープンで、ズボナレワは4大大会シングルスの自己最高成績を更新し、初のベスト4進出を果たした。彼女のシングルス上位進出は、ベスト8に入った2003年全仏オープン以来の出来事だった。この準決勝ではディナラ・サフィナに 3-6, 6-7 で敗れ、決勝進出を逃した。
2010年のウィンブルドンで単複ともに決勝進出したが、シングルスはセリーナ・ウィリアムズに、3-6, 2-6 で敗れ、マリア・シャラポワ以来のロシア人の優勝はならなかった。ダブルスも、バニア・キング&ヤロスラワ・シュウェドワ組に、6-7, 2-6 で敗れ、単複ともに準優勝となった。全米オープンでも決勝に勝ち上がったが、前年優勝のキム・クライシュテルスに 1-6, 2-6 で完敗した。この年はシングルスで6大会で決勝に進出したが、優勝は2月のパタヤ大会だけで残りの5大会は準優勝であった。最終ランキングは自己最高の2位となった。
2011年の全豪オープンでズボナレワは2年ぶりにベスト4に進出した。準決勝ではキム・クライシュテルスに 3-6, 3-6 で敗れ3大会連続の4大大会シングルス決勝進出を逃した。2月のドーハ大会でキャロライン・ウォズニアッキを 6-4, 6-4 で破り1年ぶりのツアー11勝目を挙げた。7月のバクー大会で12勝目を挙げている。9月の東レ パン・パシフィック・オープン・テニストーナメントでは決勝に進出したが、アグニエシュカ・ラドワンスカに 3–6, 2–6 で敗れ大会初優勝を逃した。
2012年全豪オープンの女子ダブルスで同じロシアのスベトラーナ・クズネツォワと組んで決勝に進出。決勝ではイタリアのサラ・エラニ&ロベルタ・ビンチ組を 5–7, 6–4, 6–3 で破り2006年全米オープン以来の4大大会女子ダブルス2勝目を挙げた。7月のロンドン五輪で2度目のオリンピックに出場した。シングルス3回戦で金メダルを獲得したセリーナ・ウィリアムズに 1–6, 0–6 で敗れた。この試合を最後にウイルス性疾患のため全米オープンなど2012年シーズンの残り試合を全て欠場した。
2013年以降は大会出場が少なくなった。2016年に結婚し女児を出産した。2017年全米オープンでは2年ぶりに4大大会に出場したが、予選で敗退している。
しかし2023年のBNPパリバ・ワルシャワオープン直前に入国を拒否

## WTAツアー決勝進出結果

### シングルス: 30回 (12勝18敗)
| 大会グレード          | 大会グレード                 |
| 2008年以前            | 2009年以後                   |
| --------------------- | ---------------------------- |
| グランドスラム (0–2)  |                              |
| WTAファイナルズ (0–1) |                              |
| ティア I (0–3)        | プレミア・マンダトリー (1-1) |
| ティア I (0–3)        | プレミア5 (0-2)              |
| ティア II (0–2)       | プレミア (1-2)               |
| ティア III (6-1)      | インターナショナル (3–0)     |
| ティア IV ＆ V (1-4)  | インターナショナル (3–0)     |

| 結果   | No. | 決勝日         | 大会                 | サーフェス        | 対戦相手                           | スコア           |
| ------ | --- | -------------- | -------------------- | ----------------- | ---------------------------------- | ---------------- |
| 準優勝 | 1.  | 2002年7月8日   | パレルモ             | クレー            | マリアナ・ディアス＝オリバ         | 7–6(6), 1–6, 3–6 |
| 優勝   | 1.  | 2003年5月4日   | ボル                 | クレー            | コンチタ・マルティネス・グラナドス | 6–1, 6–3         |
| 優勝   | 2.  | 2004年2月21日  | メンフィス           | ハード (室内)     | リサ・レイモンド                   | 4–6, 6–4, 7–5    |
| 準優勝 | 2.  | 2004年8月16日  | シンシナティ         | ハード            | リンゼイ・ダベンポート             | 3–6, 2–6         |
| 準優勝 | 3.  | 2004年10月24日 | フィラデルフィア     | ハード            | アメリ・モレスモ                   | 6–3, 2–6, 2–6    |
| 優勝   | 3.  | 2005年2月19日  | メンフィス           | ハード (室内)     | メガン・ショーネシー               | 7–6(3), 6–2      |
| 準優勝 | 4.  | 2006年1月7日   | オークランド         | ハード            | マリオン・バルトリ                 | 2–6, 2–6         |
| 優勝   | 4.  | 2006年6月18日  | バーミンガム         | 芝                | ジェミー・ジャクソン               | 7–6(12), 7–6(5)  |
| 優勝   | 5.  | 2006年7月23日  | シンシナティ         | ハード            | カタリナ・スレボトニク             | 6–2, 6–4         |
| 準優勝 | 5.  | 2007年1月6日   | オークランド         | ハード            | エレナ・ヤンコビッチ               | 6–7(9), 7–5, 3–6 |
| 準優勝 | 6.  | 2008年1月11日  | ホバート             | ハード            | エレニ・ダニリドゥ                 | 不戦敗           |
| 準優勝 | 7.  | 2008年2月24日  | ドーハ               | ハード            | マリア・シャラポワ                 | 1–6, 6–2, 0–6    |
| 準優勝 | 8.  | 2008年4月20日  | チャールストン       | クレー            | セリーナ・ウィリアムズ             | 4–6, 6–3, 3–6    |
| 優勝   | 6.  | 2008年5月4日   | プラハ               | クレー            | ビクトリア・アザレンカ             | 7–6(2), 6–2      |
| 優勝   | 7.  | 2008年9月21日  | 広州                 | ハード            | 彭帥                               | 6–7(4), 6–0, 6–2 |
| 準優勝 | 9.  | 2008年10月12日 | モスクワ             | カーペット (室内) | エレナ・ヤンコビッチ               | 2–6, 4–6         |
| 準優勝 | 10. | 2008年10月26日 | リンツ               | ハード (室内)     | アナ・イバノビッチ                 | 2–6, 1–6         |
| 準優勝 | 11. | 2008年11月9日  | ドーハ               | ハード            | ビーナス・ウィリアムズ             | 7–6(5), 0–6, 2–6 |
| 優勝   | 8.  | 2009年2月15日  | パタヤ               | ハード            | サニア・ミルザ                     | 7–5, 6–1         |
| 優勝   | 9.  | 2009年3月22日  | インディアンウェルズ | ハード            | アナ・イバノビッチ                 | 7–6(5), 6–2      |
| 優勝   | 10. | 2010年2月14日  | パタヤ               | ハード            | タマリネ・タナスガーン             | 6–4, 6–4         |
| 準優勝 | 12. | 2010年4月18日  | チャールストン       | クレー            | サマンサ・ストーサー               | 0–6, 3–6         |
| 準優勝 | 13. | 2010年7月3日   | ウィンブルドン       | 芝                | セリーナ・ウィリアムズ             | 3–6, 2–6         |
| 準優勝 | 14. | 2010年8月23日  | モントリオール       | ハード            | キャロライン・ウォズニアッキ       | 3–6, 2–6         |
| 準優勝 | 15. | 2010年9月11日  | 全米オープン         | ハード            | キム・クライシュテルス             | 2–6, 1–6         |
| 準優勝 | 16. | 2010年10月11日 | 北京                 | ハード            | キャロライン・ウォズニアッキ       | 3–6, 6–3, 3–6    |
| 優勝   | 11. | 2011年2月26日  | ドーハ               | ハード            | キャロライン・ウォズニアッキ       | 6–4, 6–4         |
| 優勝   | 12. | 2011年7月24日  | バクー               | ハード            | クセーニャ・ペルバク               | 6–1, 6–4         |
| 準優勝 | 17. | 2011年8月7日   | サンディエゴ         | ハード            | アグニエシュカ・ラドワンスカ       | 3–6, 4–6         |
| 準優勝 | 18. | 2011年10月1日  | 東京                 | ハード            | アグニエシュカ・ラドワンスカ       | 3–6, 2–6         |

### ダブルス: 14回 (8勝6敗)
| 結果   | No. | 決勝日         | 大会                 | サーフェス        | パートナー                 | 対戦相手                                          | スコア           |
| ------ | --- | -------------- | -------------------- | ----------------- | -------------------------- | ------------------------------------------------- | ---------------- |
| 準優勝 | 1.  | 2003年10月5日  | モスクワ             | カーペット (室内) | アナスタシア・ミスキナ     | ナディア・ペトロワ メガン・ショーネシー           | 3–6, 4–6         |
| 準優勝 | 2.  | 2004年2月21日  | メンフィス           | ハード            | マリア・シャラポワ         | アサ・スベンソン メイレン・ツー                   | 4–6, 6–7(0)      |
| 優勝   | 1.  | 2004年10月10日 | モスクワ             | カーペット (室内) | アナスタシア・ミスキナ     | ビルヒニア・ルアノ・パスクアル パオラ・スアレス   | 6–3, 4–6, 6–2    |
| 優勝   | 2.  | 2005年5月2日   | ベルリン             | クレー            | エレーナ・リホフツェワ     | カーラ・ブラック リーゼル・フーバー               | 4–6, 6–4, 6–3    |
| 準優勝 | 3.  | 2005年6月18日  | イーストボーン       | 芝                | エレーナ・リホフツェワ     | リサ・レイモンド レネ・スタブス                   | 3–6, 5–7         |
| 準優勝 | 4.  | 2005年7月25日  | スタンフォード       | ハード            | エレーナ・リホフツェワ     | カーラ・ブラック レネ・スタブス                   | 3–6, 5–7         |
| 優勝   | 3.  | 2006年1月2日   | オークランド         | ハード            | エレーナ・リホフツェワ     | エミリー・ロワ バルボラ・ストリコバ               | 6–3, 6–4         |
| 優勝   | 4.  | 2006年8月28日  | 全米オープン         | ハード            | ナタリー・ドシー           | ディナラ・サフィナ カタリナ・スレボトニク         | 7–6(5), 7–5      |
| 準優勝 | 5.  | 2008年7月20日  | スタンフォード       | ハード            | エレーナ・ベスニナ         | カーラ・ブラック リーゼル・フーバー               | 4–6, 3–6         |
| 優勝   | 5.  | 2009年3月21日  | インディアンウェルズ | ハード            | ビクトリア・アザレンカ     | ヒセラ・ドゥルコ シャハー・ピアー                 | 6–4, 3–6, [10–5] |
| 準優勝 | 6.  | 2010年7月5日   | ウィンブルドン       | 芝                | エレーナ・ベスニナ         | バニア・キング ヤロスラワ・シュウェドワ           | 6–7(6), 2–6      |
| 優勝   | 6.  | 2012年1月27日  | 全豪オープン         | ハード            | スベトラーナ・クズネツォワ | サラ・エラニ ロベルタ・ビンチ                     | 5–7, 6–4, 6–3    |
| 優勝   | 7.  | 2018年2月4日   | サンクトペテルブルク | ハード (室内)     | ティメア・バシンスキー     | アーラ・クドゥリャフツェワ カタリナ・スレボトニク | 2–6, 6–1, [10–3] |
| 優勝   | 8.  | 2018年7月29日  | モスクワ             | クレー            | アナスタシア・ポタポワ     | アレクサンドラ・パノワ ガリナ・ボスコボワ         | 6–0, 6–3         |

## 4大大会ダブルス優勝
- 全豪オープン 女子ダブルス：1勝（2012年）
- ウィンブルドン 混合ダブルス：1勝（2006年）［女子シングルス・女子ダブルス準優勝：2010年］
- 全米オープン 女子ダブルス：1勝（2006年）/混合ダブルス：1勝（2004年）［女子シングルス準優勝：2010年］

## 4大大会シングルス成績
略語の説明
| W | F | SF | QF | #R | RR | Q# | LQ | A | Z# | PO | G | S | B | NMS | P | NH |

W=優勝, F=準優勝, SF=ベスト4, QF=ベスト8, #R=#回戦敗退, RR=ラウンドロビン敗退, Q#=予選#回戦敗退, LQ=予選敗退, A=大会不参加, Z#=デビスカップ/BJKカップ地域ゾーン, PO=デビスカップ/BJKカッププレーオフ, G=オリンピック金メダル, S=オリンピック銀メダル, B=オリンピック銅メダル, NMS=マスターズシリーズから降格, P=開催延期, NH=開催なし.
| 大会           | 2002 | 2003 | 2004 | 2005 | 2006 | 2007 | 2008 | 2009 | 2010 | 2011 | 2012 | 2013 | 2014 | 2015 | 2016 | 2017 | 2018 | 通算成績 |
| -------------- | ---- | ---- | ---- | ---- | ---- | ---- | ---- | ---- | ---- | ---- | ---- | ---- | ---- | ---- | ---- | ---- | ---- | -------- |
| 全豪オープン   | A    | 1R   | 4R   | 2R   | 1R   | 4R   | 1R   | SF   | 4R   | SF   | 3R   | A    | 1R   | 2R   | A    | A    | LQ   | 23–12    |
| 全仏オープン   | 4R   | QF   | 3R   | 3R   | 1R   | A    | 4R   | A    | 2R   | 4R   | A    | A    | A    | A    | A    | A    | A    | 18–8     |
| ウィンブルドン | 2R   | 4R   | 4R   | 2R   | 1R   | A    | 2R   | 3R   | F    | 3R   | 3R   | A    | 3R   | A    | A    | A    | 1R   | 23–11    |
| 全米オープン   | 3R   | 3R   | 4R   | A    | 3R   | 3R   | 2R   | 4R   | F    | QF   | A    | A    | A    | A    | A    | LQ   | 2R   | 26–10    |

※: 2009年ウィンブルドンの不戦敗は通算成績に含まない